# Dos de Mayo (provincie)
Dos de Mayo is een provincie in de regio Huánuco in Peru. De provincie heeft een oppervlakte van 1.439 km² en telt 53.324 inwoners (2015). De hoofdplaats van de provincie is het district La Unión.

## Bestuurlijke indeling
De provincie Dos de Mayo is verdeeld in negen districten, UBIGEO tussen haakjes:
- (100307) Chuquis
- (100301) La Unión, hoofdplaats van de provincie
- (100311) Marías
- (100313) Pachas
- (100316) Quivilla
- (100317) Ripán
- (100321) Shunqui
- (100322) Sillapata
- (100323) Yanas

Ambo · Dos de Mayo · Huacaybamba · Huamalíes · Huánuco · Lauricocha · Leoncio Prado · Marañón · Pachitea · Puerto Inca · Yarowilca